# Jack Smith (juriste)
 Jack Smith, né le 5 juin 1969, est un juriste et avocat américain. Il sert, de 2022 à 2025, au ministère de la Justice des États-Unis en tant que procureur spécial, chargé d'enquêter sur le rôle du président Trump dans l'attaque du Capitole américain du 6 janvier, et sur une mauvaise gestion de dossiers gouvernementaux classifiés.

## Biographie
Smith nait le 5 juin 1969. Il grandit à Clay, New York, une banlieue de Syracuse ,. Son père est dessinateur de systèmes de climatisation. Sa mère est femme au foyer. Il est diplômé du lycée de Liverpool en 1987 . Il étudie les sciences politiques à l'Université d'État de New York à Oneonta,,. Il passe son diplôme de droit à la faculté de droit de Harvard .

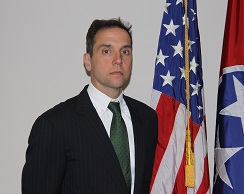
Smith en 2017 alors qu'il était procureur américain par intérim pour le district central du Tennessee

Il rejoint le bureau du procureur du district de Manhattan, en tant que procureur adjoint, puis le bureau du procureur des États-Unis pour le district est de New York au bureau de Brooklyn en 1999.
De 2008 à 2010, il travaille comme coordinateur d'enquête pour le Bureau du Procureur de la Cour pénale internationale à La Haye, aux Pays-Bas,. À ce poste, il suit les affaires contre des fonctionnaires du gouvernement et des membres de milices accusés de crimes de guerre et de génocide ,. En 2010, Smith rentre aux États-Unis pour devenir chef de la Section de l'intégrité publique (PIN) du ministère américain de la Justice.
De 2015 à 2017, Smith devient procureur adjoint des États-Unis dans le district central du Tennessee, à Nashville ,. En 2017 il est responsable du contentieux de Hospital Corporation of America en 2017 .
Le 7 mai 2018, il est nommé pour un mandat de quatre ans au poste de procureur en chef des Chambres spécialisées du Kosovo à La Haye, chargées d'enquêter sur les crimes de guerre commis pendant la guerre du Kosovo ,,. Au cours de son mandat de procureur général, il poursuit plusieurs personnes, dont Salih Mustafa ,, et le président en exercice du Kosovo, Hashim Thaçi . Il est nommé pour un second mandat le 8 mai 2022, avant de démissionner le 18 novembre 2022.

## Procureur spécial des États-Unis

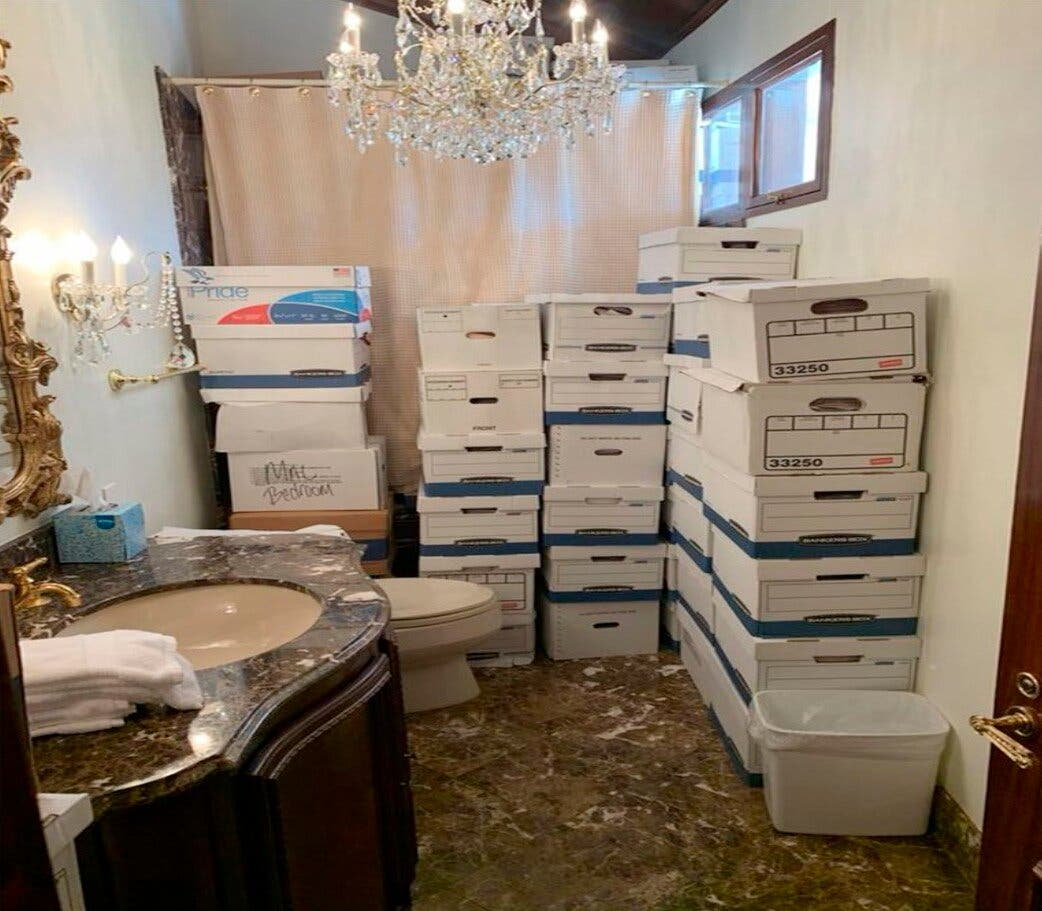
Des boîtes à documents dans une salle de bain de Mar-a-Lago photographiées par le ministère de la Justice

Le 18 novembre 2022, le procureur général des États-Unis, Merrick Garland, le nomme procureur spécial pour superviser les enquêtes criminelles sur les actions de Donald Trump concernant l'attaque du Capitole américain du 6 janvier, ainsi que sur la gestion et le stockage par Trump des documents gouvernementaux, y compris des documents classifiés dans sa propriété de Mar-a-Lago,.
Le 1er août 2023, un grand jury inculpe Trump pour ses tentatives d'annuler l'élection présidentielle de 2020 et à sa conduite pendant l'attaque du Capitole du 6 janvier . Un an plus tard, une décision de la Cour suprême sur l'immunité demande à la juge Tanya Chutkan de faire le tri entre des poursuites, compte tenu du caractère public ou privé des actes poursuivis et des « dangers d'intrusion dans l'autorité et les fonctions de l'exécutif » ,. Avant que la juge Chutkan ne tienne audience , Smith reformule les accusations pour exclure les tentatives de Trump de faire pression sur son ministère de la Justice, sans abandonner aucune des accusations . Après des retards et des reports répétés du procès , la juge Aileen Cannon rejette l'affaire le 15 juillet 2024 au motif que la nomination de Smith comme procureur spécial viole la clause de nomination de la Constitution ,,, Smith ayant été illégalement nommé conseiller spécial. Le 17 juillet, Smith fait appel de la décision auprès de la 11e Cour d'appel des États-Unis, puis se désiste après la victoire de Trump à l'élection présidentielle américaine de 2024. L'affaire de subversion électorale avait été rejetée par la juge Tanya Chutkan en novembre 2024, au motif que que Trump, en tant que président élu, ne pouvait pas être inculpé, conformément à la Constitution.
Deux semaines avant que Trump n'emporte l'élection présidentielle de 2024 , le candidat déclare dans une interview à la radio que, s'il prenait ses fonctions, « je le [Jack Smith] virerais dans les deux secondes » .
En janvier 2025, Jack Smith démissionne du ministère de la Justice en tant que conseiller spécial avant l'entrée en fonction de Donald Trump. Avant de démissionner, il transmet son rapport sur l’instruction de ses deux dossiers contre Donald Trump. Le ministre de la Justice annonce rendre public le volume portant sur les accusations d’ingérence électorale en 2020 pour le transmettre au Congrès, le rapport concernant la rétention de documents classifiés ne pouvant être publié en raison des poursuites pénales toujours en cours contre les deux assistants personnels de Trump.

## Vie personnelle
Smith est un triathlète de compétition, ayant commencé la natation à l'âge de trente-cinq ans,. Il a participé à plus de 100 triathlons et au moins neuf compétitions Ironman à travers le monde . En juillet 2011, il épouse Katy Chevigny, une réalisatrice de documentaires  connue pour Becoming, un documentaire de 2020 sur Michelle Obama .

## Distinctions
- Prix du directeur du ministère de la Justice des États-Unis [43]
- Prix du procureur général des États-Unis pour services distingués [44]
- Prix du jeune procureur fédéral décerné par l'Association du Barreau fédéral [44]
- Prix Charles Rose de l'Association du district de l'Est [43]
- Médaille Henry L. Stimson de l'Association du Barreau du comté de New York [43]
- Bourse Wasserstein de la faculté de droit de Harvard